# Jean Maitron
Jean Maitron (17 de diciembre de 1910 - 16 de noviembre de 1987) fue un historiador francés especialista en el movimiento obrero. Pionero de tales estudios históricos en Francia, introdujo este tema a la universidad y le dio su base de archivos al crear, en 1949, el Centre d'histoire du syndicalisme (Centro histórico del sindicalismo) en la Sorbona, que recibió importantes archivos de activistas como Paul Delesalle, Émile Armand, Pierre Monatte y otros. Fue secretario del Centro hasta 1969. 
Sin embargo, Maitron es conocido por su Dictionnaire biographique du mouvement ouvrier français (DBMOF o, más actualmente, le Maitron ), un diccionario biográfico completo de figuras del movimiento obrero francés (proyecto que continuó aún después de su muerte) así como por un estudio del anarquismo, Historia del anarquismo en Francia (primera edición, 1951), que se ha convertido en un clásico. Partiendo de la Revolución Francesa de 1789, incluye 103,000 entradas reunidas por 455 autores diferentes que trabajaron bajo la dirección de Maitron. El Maitron se ha extendido ahora con versiones internacionales: Austria (1971), Reino Unido (1979 y 1986), Japón (1979), Alemania (1990), China (1985), Marruecos (1998), Estados Unidos desde 1848 hasta 1922 (2002), uno transnacional sobre el Komintern (2001) y el más reciente publicado sobre Argelia (2006), casi todos publicados en las Éditions de l'Atelier . 
Jean Maitron también fundó y dirigió dos revistas: L'Actualité de l'Histoire y luego Le Mouvement social, que fueron dirigidas después de su muerte por Madeleine Rebérioux (1920–2005) y luego por Patrick Fridenson (actualmente director de estudios en el EHESS ). 

## Biografía
Nacido en una familia de maestros con ideas comunistas, Jean Maitron se unió al Partido Comunista Francés (PCF) en 1931 solo para dejarlo al año siguiente, en oposición a la línea "social fascista" del partido. Luego se convirtió en miembro de la comunidad comunista trotskista que apoyaba una línea antifascista, pero lo dejó cuando León Trotski abogó por la fusión con la Sección Francesa de la Internacional de los Trabajadores (SFIO) (apodada " French Turn ", que tuvo lugar entre 1934 y 1936). Maitron le escribió a Marcel Cachin y se le permitió regresar al PCF, donde permaneció como miembro hasta la Segunda Guerra Mundial. Durante la década de 1930, Jean Maitron viajó a la URSS (en agosto de 1933), así como a Alemania (del 1 de diciembre de 1933 al 1 de junio de 1934) y finalmente a Barcelona en España en 1935. Después de la derrota de Francia en 1940, inmediatamente organizó el apoyo a los presos políticos y aceptó el cargo de secretario de la sección de Asnières del  Syndicat national des instituteurs (que era miembro de la Federación de Educación Nacional ). 
Después de la guerra, Maitron apoyó el laicismo contra el clericalismo, y fue director de la escuela Apremont en Vendée desde 1950 hasta 1955. Se unió a la Unión de la Gauche Socialista (UGS) en 1959, que participó en la fundación del Parti Socialiste Unifié (PSU) en 1960. Maitron dejó la PSU en enero de 1968, cuando consideró fusionarse con la Federación de la Gauche démocrate et socialiste (FGDS). 
Maitron escribió en 1950 un estudio sobre el movimiento del anarquismo en Francia y escribió un estudio complementario de Paul Delessale, un anarcosindicalista . Se retiró en 1976 y fue nominado como Caballero de la Legión de Honor en 1982 y Caballero de las Artes y las Letras en 1985. Jean Maitron fue incinerado en el cementerio de Père Lachaise y sus cenizas se dispersaron.

## Legado
La Federación de Educación Nacional (FEN, un sindicato de maestros) creó en 1996 el Premio Jean Maitron, que honra los trabajos estudiantiles que se basen en los logros de Maitron. Una colección de libros de historia social también lleva su nombre. 
El trabajo de Maitron continua gracias a un equipo dirigido por Claude Pennetier, investigador del CNRS, unidad del Centre d'histoire sociale du XXe (CNRS- Universidad de París I ). En 2006 se publicó una nueva serie del diccionario Maitron, en 12 volúmenes, titulado Dictionnaire biographique, mouvement ouvrier, mouvement social, y cubre el período comprendido entre 1940 y 1968. 